# Vadims Vasiļevskis
Vadims Vasiļevskis (* 5. ledna 1982, Riga) je lotyšský atlet, jehož specializací je hod oštěpem.

## Kariéra
V roce 2000 skončil osmý na juniorském mistrovství světa v chilském Santiagu. O rok později na ME juniorů v italském Grossetu se umístil na sedmém místě. Na Mistrovství Evropy v atletice 2002 v Mnichově skončil v kvalifikaci.
Největší úspěch své kariéry zaznamenal v roce 2004 na letních olympijských hrách v Athénách, kde vybojoval výkonem 84,95 m stříbrnou medaili. Olympijským vítězem se tehdy stal Nor Andreas Thorkildsen, který ve druhé sérii hodil 86,50 m. Na Mistrovství Evropy v atletice 2006 ve švédském Göteborgu, na Mistrovství světa v atletice 2007 v Ósace i na světovém šampionátu 2009 v Berlíně skončil těsně pod stupni vítězů, na čtvrtém místě.
V roce 2007 získal zlatou medaili na světové letní univerziádě v thajském Bangkoku. O rok později reprezentoval na letních olympijských hrách v Pekingu, kde obsadil výkonem 81,32 m deváté místo. Neúspěchem pro něj skončila účast na Mistrovství Evropy v atletice 2010 v Barceloně, kde v kvalifikaci skončil na posledním místě, když jeho jediný platný pokus měřil 67,56 m.
Jeho osobní rekord z 22. července 2007 (Tallinn) má hodnotu 90,73 m. Tento výkon ho řadí na desáté místo v dlouhodobých tabulkách.